# باشگاه فوتبال پورتو
باشگاه فوتبال پورتو (به پرتغالی: Futebol Clube do Porto) یک باشگاه حرفه‌ای در شهر پورتو پرتغال است و اکنون در لیگ برتر فوتبال پرتغال بازی می‌کند.
پورتو در ۲۸ سپتامبر ۱۸۹۳ تحت عنوان دسپورتوس ماکساکویین بنا نهاده شد. و یکی از سه قدرت اصلی فوتبال پرتغال هست؛ بنفیکا و اسپورتینگ لیسبون دیگر رقبای اصلی آنند؛ این سه تیم از سال ۱۹۳۴ که لیگ برتر فوتبال پرتغال پایه‌گذاری شد، همواره در این رقابت حاضر بوده‌اند و هرگز سقوط نکرده‌اند. لقب تیم پورتو «اسب‌های آبی» و «آبی و قرمزها» است. هواداران تیم پورتو «دسپورتوس» نامیده می‌شوند. از سال ۲۰۰۳، تیم پورتو بازی‌های خانگی خود را در ورزشگاه دراگو برگزار می‌کند؛ در حالی که پیش از آن به مدت ۱۰۳ سال بازی‌های خانگی این تیم در ورزشگاه داس آنتاس برگزار می‌شد.
رنرتبتبتبرذپورتو با کسب مجموعاً ۷۷ عنوان قهرمانی، دومین تیم پر افتخار فوتبال پرتغال است؛ کسب ۳۰ عنوان قهرمانی در لیگ برتر فوتبال پرتغال، ۱۷ عنوان قهرمانی در جام حذفی فوتبال پرتغال و ۲۲ عنوان قهرمانی در سوپرجام فوتبال پرتغال از جمله دست‌آوردهای پورتو در پرتغال بوده‌است؛ پورتو همچنین با کسب ۷ عنوان قهرمانی، برجسته‌ترین تیم پرتغالی در رقابت‌های بین‌المللی است؛ ۲ قهرمانی در لیگ قهرمانان اروپا، ۲ قهرمانی در جام یوفا/لیگ اروپا، یک قهرمانی در سوپرجام اروپا و ۲ قهرمانی در جام بین قاره‌ای، آن‌ها را تبدیل به پر افتخارترین تیم پرتغالی در رقابت‌های بین‌المللی کرده‌است؛ همچنین پورتو تنها تیم پرتغالی است که موفق به قهرمانی در جام یوفا/لیگ اروپا، سوپرجام اروپا یا جام بین قاره‌ای می‌شود.

## تاریخچه

### سال‌های ابتدایی (۱۹۲۱–۱۸۹۳)

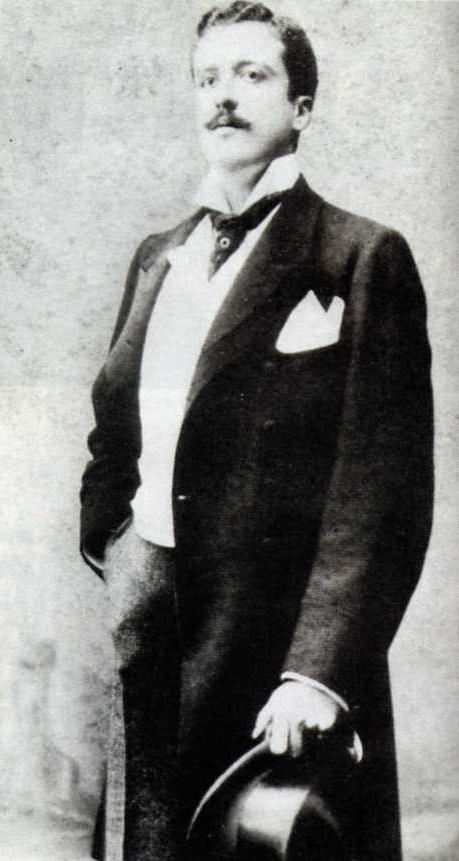
آنتونیو نیکولاو د آلمیدا، مؤسس باشگاه

باشگاه در ۲۸ سپتامبر ۱۸۹۳ با عنوان فوتبال کلوب دو پورتو توسط آنتونیو نیکولاو د آلمیدا، که تاجر محلی شراب و ورزشکاری مشتاق بود، شکل گرفت. او در طول سفرهایش به انگلستان مجذوب فوتبال شده‌بود. پورتو در اولین بازی‌هایش به دیدار سایر باشگاه‌های پرتغالی رفت و در ۲ مارس ۱۸۹۴ رو در روی باشگاه فوتبال لیسبون قرار گرفت. این مسابقه تحت نظر شاه کارلوش اول و ملکه آملی از اورلئان برگزار شد که به پورتو سفر کرده بودند تا شاهد این رویداد و ارائه جام به پیروز آن باشند.
با فشار خانواده، شور و شوق آلمیدا و پیگیری او نسبت به باشگاه کاهش یافت و در آغاز قرن بیستم، پورتو وارد دوره سکون شد. در سال ۱۹۰۶، ژوزه مونتیرو دا کوشتا پس از پایان تحصیلاتش در انگلستان به پورتو بازگشت. او نیز همچون آلمیدای سیزده سال قبل، مجذوب این بازی انگلیسی شده بود و همراه با برخی از همکارانش تصمیم گرفت تا فوتبال را خارج از محافل بریتانیایی، در شهر از سر بگیرد. در ۲ اوت ۱۹۰۶، پورتو احیا شد و مونتیرو دا کوشتا بر صندلی ریاست باشگاه نشست. اگرچه فوتبال نیروی محرکه بود، اما ورزش‌های دیگری چون ژیمناستیک، وزنه‌برداری، کشتی، دو و میدانی و شنا نیز از سوی باشگاه رواج یافت. مدت کوتاهی پس از آن، پورتو اولین زمین خود را اجاره کرد و یک مربی فرانسوی به نام آدولف کاسنیه را به خدمت گرفت، که تا سال ۱۹۲۵ در باشگاه ماند.
در ۱۵ دسامبر ۱۹۰۷، پورتو میزبان رئال فورتونا از اسپانیا بود که اولین بازی ثبت شده از آنها در برابر یک تیم خارجی است. یک ماه بعد، پورتو در خانه این تیم اسپانیایی به مصافشان رفت که اولین بازی خارج از کشورشان بود. چهار سال بعد، باشگاه قهرمان اولین دوره از جام ژوزه مونتیرو دا کوشتا شد که اولین دستآورد بزرگ آنهاست. در سال ۱۹۱۲، پورتو با همکاری لِیشویش، اتحادیه فوتبال پورتو را بنا نهاد که در سال بعد رقابت‌های قهرمانی منطقه‌ای را سازماندهی کرد. پورتو، فصل اول را از این رقابت‌ها پشت سر رقیب محلی‌اش، بوآویشتا، به عنوان نایب قهرمان به پایان رساند، اما در فصل بعد، اولین قهرمانی خود را به دست آورد. در انتهای فصل ۲۱–۱۹۲۰، پورتو در طی هفت سال شش بار قهرمان این مسابقات شد و در سال ۱۹۱۶، سومین قهرمانی متوالی در جام ژوزه مونتیرو دا کوشتا را کسب کرد.

### اولین عنوان‌ها کشوری و سال‌های قحطی جام (۱۹۷۷–۱۹۲۱)
در فصل ۲۲–۱۹۲۱، اولین رقابت کشوری فوتبال با نام کامپیوناتو د پرتغال ایجاد شد. این تورنمنت حذفی توسط فدراسیون فوتبال و با حضور قهرمانان منطقه‌ای برگزار شد تا قهرمان پرتغال تعیین شود. پورتو پس از کسب چهارمین جام قهرمانی منطقه‌ای متوالی خود، اسپورتینگ را در اولین دوره از رقابت‌های کشوری شکست داد و نامش را به عنوان اولین قهرمان آن ثبت کرد. در حالی که باشگاه در رقابت‌های منطقه‌ای، مدعی بلامنازع بود، اما در مسابقات قهرمانی کشوری با رقیبان سرسختی مواجه شد و در یک بازه زمانی شانزده ساله تنها توانست سه بار دیگر و در سال‌های ۱۹۲۵، ۱۹۳۲ و ۱۹۳۷، قهرمانی آن را به دست آورد. در فصل ۳۴–۱۹۳۳، پورتو به دلیل امتناع از در اختیار گذاشتن بازیکنان برای بازی بین تیم‌های منطقه‌ای پورتو و لیسبون، توسط اتحادیه فوتبال از شرکت در کمپیوناتو د پرتغال محروم شد.
در فصل بعد، دومین مسابقات سراسری کشوری به نام کامپیوناتو دا پریمیرا لیگا، یا به سادگی پریمیرا لیگا ، به‌طور موقت توسط فدراسیون فوتبال پرتغال شکل گرفت تا تعداد مسابقات در هر فصل افزایش یابد و توان رقابتی باشگاه‌های پرتغالی بهبود پیدا کند. پورتو به عنوان قهرمان رقابت منطقه‌ای، وارد اولین دوره از این رقابت‌های رفت و برگشتی جدید شد و در ۱۴ مسابقه، ۱۰ پیروزی کسب کرد. به دنبال موفقیت این فرمت از مسابقات، پریمیرا لیگا یک رقابت رسمی قهرمانی برای فصل ۳۹–۱۹۳۸ شد؛ البته نامش به کامپیوناتو ناسیونال دا پریمیرا دیویزاو یا به سادگی پریمیرا دیویزاو تغییر یافت و جایگزین کامپیوناتو د پرتغال شد که خود به تاسا د پرتغال، به عنوان رقابت اصلی جام حذفی داخلی تبدیل شد. پورتو، قهرمان اولین دوره از لیگ جدید شد و در فصل بعد با موفقیت از عنوان قهرمانی‌اش دفاع کرد، اگرچه، تقریباً از حضور در آن جا مانده بود. باشگاه نتوانست سومین قهرمانی متوالی لیگ را به دست آورد و در فصل ۴۲–۱۹۴۱، سهمیه لیگ برتر را تقریباً از دست داده بود، اما در فصل ۴۷–۱۹۴۶، کار را در جمع سه تیم برتر تمام کرد. در سال ۱۹۴۸ و در یک بازی دوستانه، پورتو، آرسنال، قهرمان انگلیس را با نتیجه ۳–۲ شکست داد. به پاس این پیروزی، فدراسیون یک جام عظیم ۲۵۰ کیلوگرمی (۵۵۰ پوند) از نقره و چوب به باشگاه تقدیم کرد که جام آرسنال نامیده شد.
پورتو با گذر از یک دوره قحطی جام ۱۶ ساله، در فصل ۵۶–۱۹۵۵ از لیگ با برتری در بازی‌های رو در رو نسبت به بنفیکای نایب قهرمان در جایگاه نخست ایستاد و به مسیر قهرمانی بازگشت. در همان فصل، با غلبه بر تورینسه در فینال، اولین جام حذفی را بالای سر برد و اولین دوگانه باشگاه حاصل شد. پورتو به عنوان قهرمان لیگ پرتغال، به جام باشگاه‌های اروپا ۵۷–۱۹۵۶ راه پیدا کرد که اولین حضورشان در یک رقابت اروپایی بود. اگرچه، این اولین حضورشان، دوام کوتاهی داشت و با دو شکست در مرحله مقدماتی مقابل قهرمان اسپانیا، اتلتیک بیلبائو، از رقابت‌ها کنار رفتند.
یک سال بعد، بنفیکا را با یک گل در فینال شکست دادند و دومین قهرمانی‌شان را در جام حذفی به دست آوردند. در سال ۱۹۵۸، بلا گاتمن مربیگری پورتو را بر عهده گرفت. با هدایت او، فاصله پنج امتیازیشان با بنفیکا را در آن فصل جبران کردند و فاتح لیگ پرتغال در سال ۱۹۵۹ شدند. دو باشگاه در فینال جام حذفی ۱۹۵۹ به هم رسیدند، اما بنفیکا جام را از آن خود کرد و مانع از آن شد تا پورتو دوگانه دومش را به دست آورد.
اندکی پس از آن، باشگاه وارد دوره رکود دیگری از تاریخ خود شد و بالاترین دستاوردشان، قهرمانی در فینال جام حذفی ۱۹۶۸ بود. در طول این مدت، پورتو بدترین رتبه‌اش را در لیگ داشت و در فصل ۷۰–۱۹۶۹ نهم شد. بهترین عملکرد آنها در لیگ در طی این دوره، شش نایب قهرمانی بود (چهار نایب‌قهرمانی متوالی بین ۶۲–۱۹۶۱ و ۶۵–۱۹۶۴). در رقابت‌های اروپایی، باشگاه برای اولین بار در اینتر-سیتیز فیرز کاپ (و جایگزین آن، جام یوفا) و جام در جام اروپا شرکت کرد، اما در هیچ‌یک، از دور سوم فراتر نرفت. در ۱۶ دسامبر ۱۹۷۳، غم‌انگیزترین لحظه در تاریخ باشگاه ثبت شد؛ در جریان بازی لیگ مقابل ویتوریا ستوبال، پاوائو، کاپیتان ۲۶ ساله تیم بیهوش بر زمین افتاد و مدتی بعد در بیمارستان درگذشت. ماه بعد، پورتو، ملی‌پوش پرو، تئوفیلو کوبیاس را به باشگاه آورد که با زدن ۶۵ گل در ۱۰۸ بازی، یکی از موفق‌ترین بازیکنان باشگاه شد.

### موفقیت‌های اروپایی (۱۹۸۸–۱۹۷۷)
ژوزه ماریا پدروتو، بازیکن سابق و سرمربی پورتو در اواخر دهه ۱۹۶۰، برای فصل ۷۷–۱۹۷۶ به تیم بازگشت و دوران جدیدی در تاریخ باشگاه آغاز شد. او که هدایتگر پورتو در راه قهرمانی سال ۱۹۶۸ در جام حذفی بود، در اولین فصل بازگشتش، چهارمین جام حذفی را به تالار افتخارات باشگاه اضافه کرد. فصل بعد و ۱۹ سال پس از قهرمانی با پیراهن پورتو به عنوان بازیکن، در قامت مربی قهرمانی لیگ را برای باشگاه به ارمغان آورد. در سطح اروپایی، پورتو به یک‌چهارم نهایی جام در جام اروپا ۷۸–۱۹۷۷ رسید و در این راه، منچستر یونایتد را شکست داد، اما در فصل بعد و در بازی مرحله ۱/۱۶ از جام باشگاه‌های اروپا، ۶–۱ نتیجه را به آئک آتن واگذار کردند که سنگین‌ترین شکست آنها در رقابتی اروپایی است. عملکرد ضعیف تیم در انتهای فصل، فرصت قهرمانی در لیگ و جام حذفی را از آنها ربود و منجر به درگیری بین کادر فنی و رئیس باشگاه، آمریکو دی شا شد که نهایتاً با استعفای پدروتو و جایگزینی او با هرمان اشتسل خاتمه یافت. در دسامبر ۱۹۸۱، پورتو بر بنفیکا غلبه کرد و قهرمان اولین دوره از سوپرجام پرتغال شد.
در آوریل ۱۹۸۲، ژورژ نونو پینتو دا کوشتا که دو سال قبل در همراهی با پدروتو از سمتش به عنوان مدیر فوتبال استعفا داده بود، رئیس جدید باشگاه شد و پدروتو را به صندلی مربیگری تیم بازگرداند. یک ماه قبل، پورتو در مرحله یک‌چهارم نهایی از جام در جام اروپا، هر دو بازی رفت و برگشت را به نایب‌قهرمان رقابت‌ها واگذار کرد، اما تنها دو سال بعد، فینالیست مسابقات شد. در ۱۶ مه ۱۹۸۴، پورتو در اولین فینال اروپایی مهم خود با میزبانی سنت یاکوب بازل، به مصاف یوونتوس میشل پلاتینی رفت، اگرچه با شکست ۲–۱، فرصت کسب جام را از دست داد. مدتی بعد، پدروتو به دلیل بیماری کناره‌گیری کرد. بدون او، پورتو جام حذفی و سوپرجام را به دست آورد، اما قهرمانی در لیگ را به بنفیکا باخت. تحت هدایت شاگرد پدروتو، آرتور ژورژ، عنوان قهرمانی لیگ در فصل بعد به نام پورتو نوشته شد و فرناندو گومش، مهاجم پرورش‌یافته باشگاه، برای دومین بار پس از سال ۱۹۸۳، در صدر گلزنان اروپا قرار گرفت.
در سال ۱۹۸۶، پورتو از عنوان قهرمانی‌اش در لیگ دفاع کرد و سهمیه حضور در جام باشگاه‌های اروپا ۸۷–۱۹۸۶ را به دست آورد. در اولین بازی، بزرگ‌ترین پیروزی باشگاه در رقابت‌های اروپایی ثبت شد و ۹–۰ تیم مالتی ربات آژاکس را مغلوب کردند. ویتکوویس از چکسلواکی، بروندبی از دانمارک و دیناموکیف از اتحاد جماهیر شوروی، یک به یک به دست پورتو کنار رفتند تا این باشگاه به اولین فینال خود در جام باشگاه‌های اروپا صعود کند. بایرن مونیخ سوی دیگر فینال بود. پورتو تا دقیقه ۷۹ با یک گل از حریف آلمانی عقب بود، اما در فاصله دو دقیقه، شکست را به پیروزی تبدیل کرد. گل اول را ملی‌پوش الجزایر، رابح ماجر، با ضربه پشت پای معروفش به ثمر رساند و با پاس گلش، ژوئری را زننده گل قهرمانی پورتو کرد. فصل بعد، زیر نظر مربی جدیدشان، تومیسلاو ایویچ، آژاکس را در سوپرجام اروپا ۱۹۸۷ و پنیارول اروگوئه را در جام بین‌قاره‌ای ۱۹۸۷ شکست دادند و به یک سه‌گانه در جام‌های بین‌المللی رسیدند. فصل ۸۸–۱۹۸۷ از موفق‌ترین فصل‌های باشگاه بود؛ جام حذفی را برای بار ششم بالای سر بردند و در لیگ ۲۰ تیمی با رکورد ۸۸ گل زده و در فاصله ۱۵ امتیازی با تیم دوم، قهرمان شدند.

### تری، تترا، پنتا (۲۰۰۱–۱۹۸۸)

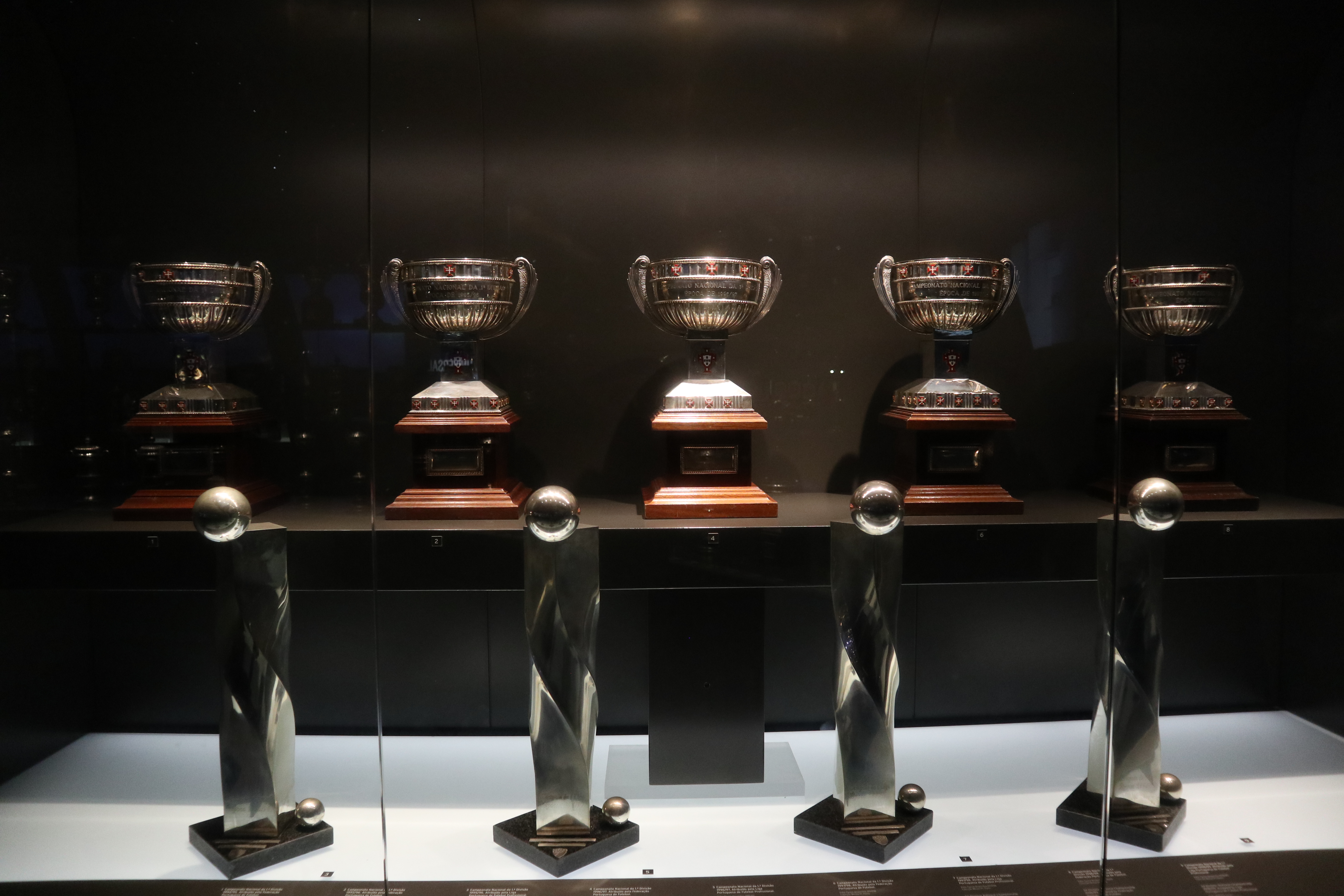
پنج جام پورتو پس از پنج قهرمانی متوالی در لیگ در فاصله سال‌های ۱۹۹۵ تا ۱۹۹۹، موسوم به پنتاکامپیوناتو

برخلاف موفقیت‌های سال قبل، پورتو فصل ۸۹–۱۹۸۸ را بدون جام پشت سر گذاشت، چراکه بسیاری از بازیکنانش از جمله ماجر و گومش مصدوم شدند. در انتهای فصل، گومش پانزده سال پس از آنکه برای اولین بار پیراهن تیم اول پورتو را به تن کرد، آخرین بازیش را برای این تیم انجام داد و با آمار ۳۵۲ گل در ۴۵۵ بازی، بهترین گلزن تاریخ باشگاه شد. فصل بعد، آرتور ژورژ بار دیگر هدایتگر پورتو شد و قهرمان لیگشان کرد و در سال ۱۹۹۱، جام حذفی و سوپرجام را به کارنامه مربیگری‌اش در پورتو اضافه کرد. در فصل ۱۹۹۱، کارلوس آلبرتو سیلوای برزیلی جانشین او شد و با هدایت او، پورتو دو فصل پیاپی لیگ را تصاحب کرد و به اولین دوره از لیگ قهرمانان اروپا راه یافت.

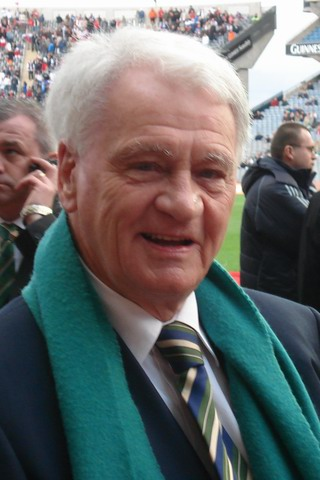
بابی رابسون؛ در قهرمانی پنج ساله پورتو در لیگ، دو قهرمانی نخست، در سال‌های مربیگری او به دست آمد.

در اواسط فصل ۹۴–۱۹۹۳، پورتو، بابی رابسون، سرمربی سابق تیم ملی انگلیس را به خدمت گرفت که از اسپورتینگ اخراج شده بود. باشگاه فاصله‌اش را با بنفیکا، قهرمان نهایی لیگ کاهش داد و در فاصله دو امتیازی با آنها، نایب قهرمان شد، به نیمه‌نهایی لیگ قهرمانان اروپا ۹۴–۱۹۹۳ رسید و فصل را با غلبه بر اسپورتینگ در فینال جام حذفی به پایان رساند. در اولین فصل از حضور کامل رابسون به عنوان سرمربی با پیروزی در خانه اسپورتینگ، لیگ را در فصل ۹۵–۱۹۹۴ فتح کردند و در سال‌های ۱۹۹۳ و ۱۹۹۴، با شکست بنفیکا، سوپرجام را به خانه بردند. با مرگ روی فیلیپ، هافبک ۲۶ ساله تیم که اولین گل فصل را برای باشگاه به ثمر رسانده بود، روزهای آغازین فصل تیره و تار شد. مشکلات سلامتی فزاینده رابسون، او را از هدایت پورتو در ماه‌های اول از فصل ۹۶–۱۹۹۵ منع کرد، اما به موقع بازگشت تا بار دیگر قهرمانی لیگ را برای پورتو به ارمغان بیاورد. مهاجم تیم، دومینگوش پاسینسیا برای دومین فصل متوالی برترین گلزن باشگاه و برنده بولا د پراتا شد.
با انتقال رابسون به بارسلونا، آنتونیو اولیویرا، کاپیتان سابق باشگاه و سرمربی تیم ملی پرتغال، خلاء سرمربی را پر کرد. تحت فرمان او، پورتو با فاصله ۱۳ امتیازی نسبت به تیم دوم، برای اولین بار به رکورد سه قهرمانی متوالی در لیگ (تری) دست یافت و تاریخ‌ساز شد. در سوپرجام، بنفیکا را با پنج گل در دا لوژ شکست دادند و هشتمین قهرمانی‌شان را در این رقابت‌ها ثبت کردند. آرتور و ماریو ژاردل، خریدهای برزیلی آن فصل بودند که با گلزنی‌های سازنده‌شان، پورتو بدون شکست صدرنشین گروهش در لیگ قهرمانان اروپا ۹۷–۱۹۹۶ شد. علاوه بر این، ژاردل اولین جایزه از چهار جایزه متوالی بولا د پراتا را که در زمان حضورش در پورتو به دست آورد، کسب کرد. در دومین و آخرین فصل از حضور اولیویرا در باشگاه، پورتو برای چهارمین فصل متوالی (تترا) قهرمان لیگ شد و با دستاورد اسپورتینگ در اوایل دهه ۱۹۵۰ برابری کرد. همچنین، پس از غلبه بر براگا در فینال جام حذفی ۱۹۹۸، سومین دوگانه را به دست آورد.
برای فصل ۹۹–۱۹۹۸، مربیگری پورتو به فرناندو سانتوش پرتغالی سپرده شد. او پنجمین قهرمانی پیاپی را در لیگ (پنتا) به افتخاراتشان افزود که رکوردی در فوتبال پرتغال شد. با کسب این افتخار، سانتوش، «مهندس پنتا» لقب داده شد که کنایه از مدرک دانشگاهی اوست. همچنین، ژاردل با ثبت ۳۶ گل، کفش طلای اروپا را به دست آورد. در فصل ۲۰۰۰–۱۹۹۹، پورتو شانس کسب ششمین قهرمانی متوالی را با چهار امتیاز کمتر از اسپورتینگ قهرمان از دست داد، اما با غلبه بر آنها توانست دهمین جام حذفی را بالای سر ببرد. با وجود فتح جام حذفی، برای دومین سال متوالی دستشان از جام لیگ کوتاه ماند که منجر به استعفای سانتوش در پایان فصل ۰۱–۲۰۰۰ شد.

### سال‌های طلایی با مورینیو (۲۰۰۴–۲۰۰۱)

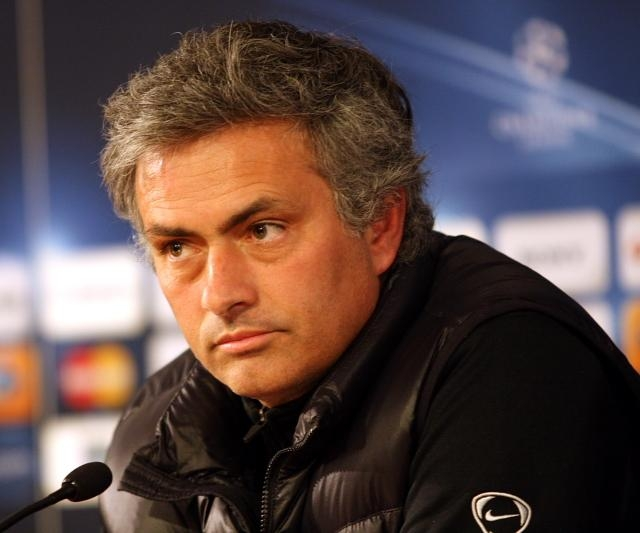
ژوزه مورینیو، پورتو را به قهرمانی‌های متوالی در لیگ اروپا و لیگ قهرمانان رساند.

اکتاویو ماچادو، بازیکن سابق باشگاه و دستیار مربی، برای فصل ۰۱–۲۰۰۰ سرمربی شد. پورتو فصل را با پیروزی مقابل بواویشتا در سوپرجام آغاز کرد. به نظر می‌رسید انتصاب ماچادو، پورتو را به مسیر قهرمانی در لیگ بازمی‌گرداند، اما همین پیروزی در سوپرجام، تنها دستاورد بزرگشان در یک فصل بی‌درخشش بود و لیگ را در جایگاه سوم پایان دادند که کمترین دستاوردشان در ۲۰ سال اخیر بود. با حذف از جام حذفی در فصل ۰۲–۲۰۰۱، چهار روز پس از یک باخت خارج از خانه در لیگ، ماچادو پس از ۳۶ بازی اخراج شد.
دو روز بعد، ژوزه مورینیو، سرمربی یونیائو ده لیریا که قبلاً به عنوان کمک مربی در کنار رابسون کار کرده بود، به خدمت گرفته شد. در جلسه معرفی، مورینیو به سرعت شخصیت خود را به نمایش گذاشت و به صراحت گفت این باشگاه، قهرمان فصل آینده لیگ خواهد شد. او به وعده‌اش وفا کرد و تحت نظارتش، یکی از موفق‌ترین فصل‌های باشگاه ثبت شد. پورتو با بازیکنانی چون دکو، ریکاردو کاروالیو، مانیش و بازیکنان کمتر شناخته‌شده‌ای چون پائولو فریرا، پدرو امانوئل، نونو والنته و درلی که از دیگر باشگاه‌های پرتغالی خریداری شدند، پورتو با آسودگی نسبی و با ۱۱ امتیاز جلوتر از بنفیکای رده دومی، قهرمان پریمیرا لیگا در فصل ۰۳–۲۰۰۲ شد. در کنار آن به فینال جام یوفا رسیدند و در یک بازی دراماتیک، سلتیک را در وقت‌های اضافه شکست دادند تا دومین عنوان بزرگ اروپایی‌شان به دست آید. یک ماه بعد، مورینیو با پیروزی در فینال جام حذفی مقابل تیم سابقش، یک سه‌گانه بی‌سابقه را برای پورتو به دست آورد.
فصل ۰۴–۲۰۰۳ با پیروزی ۱–۰ مقابل یونیائو د لیریا آغاز شد و سیزدهمین سوپرجام را به باشگاه داد. اگرچه، چند هفته بعد با همین نتیجه، سوپرجام اروپا ۲۰۰۳ را به میلان واگذار کردند. خروج الدر پشتیگای مهاجم با خرید بنی مک‌کارتی از آفریقای جنوبی جبران شد. با ۲۰ گل او در لیگ، پورتو از عنوان قهرمانی‌اش دفاع کرد و خود، بهترین گلزن لیگ شد.
پورتو، مستقیماً وارد مرحله گروهی از فصل ۰۴–۲۰۰۳ لیگ قهرمانان اروپا شد. در گروهشان، تنها یک بار مغلوب رئال مادرید شدند و با قرار گرفتن در رده دوم به مرحله یک‌هشتم نهایی رسیدند و حریف منچستر یونایتد شدند. بازی رفت را در خانه با پیروزی خفیف ۲–۱ پشت سر گذاشتند. در بازی برگشت به میزبانی اولدترافورد تا آخرین دقیقه با یک گل عقب بودند و در آستانه حذف قرار داشتند، اما گل تساوی‌بخش کوشتینیا در دقیقه ۹۰، مجموعاً ۳–۲ پیروزشان کرد و به مرحله یک‌چهارم نهایی رسیدند. با غلبه بر لیون و دپورتیوو لاکرونیا در مراحل بعد، فینالیست لیگ قهرمانان اروپا شدند. در فینال، موناکو را با سه گل شکست دادند و دومین جامشان را در لیگ قهرمانان اروپا بالای سر بردند. ۱۰ روز پیش از این، فینال جام حذفی را با نتیجه ۲–۱ به بنفیکا باختند که مانع از یک سه‌گانه دیگر برای پورتو شد.

### دوران پس از مورینیو (۲۰۱۰–۲۰۰۴)
عملکرد موفق پورتو در بازی‌های اروپایی با هدایت مورینیو، شهرت سرمربی و بازیکنانی چون کاروالیو، فریرا و دکو را افزایش داد و همگی پس از قهرمانی در اروپا، پورتو را به مقصد باشگاه‌های بزرگ ترک کردند. فصل بعد، اما فصلی غیرمعمول بود، چراکه باشگاه سه مربی داشت: لوئیجی دلنری، ویکتور فرناندث و ژوزه کوسیرو. با هدایت فرناندث در سال ۲۰۰۴ قهرمان سوپرجام پرتغال و جام بین‌قاره‌ای شدند، اما سوپرجام اروپا را به والنسیا باختند و در جام حذفی ۰۵–۲۰۰۴، حذف زودهنگامی داشتند. پورتو با ثبت تنها ۱۷ پیروزی در ۳۴ بازی، قهرمانی در لیگ را با سه امتیاز اختلاف به بنفیکا باخت. در این دوره، پورتو مستقیماً درگیر رسوایی فساد در فوتبال پرتغال موسوم به آپیتو دورادو بود.
برای فصل ۰۶–۲۰۰۵، مربی هلندی، کو آدریانس انتخاب شد تا تیم را مجدداً سازماندهی کند و باشگاه را به صدر فوتبال پرتغال بازگرداند. نظم تاکتیکی او و خریدهای جدیدی چون لوچو گونزالس و لیساندرو لوپز کمک کرد تا نه تنها عنوان قهرمانی در لیگ را پس بگیرند بلکه پنجمین دوگانه داخلی را با غلبه بر ویتوریا ستوبال در فینال جام حذفی ثبت کنند. موفقیت‌های داخلی آدریانس به لیگ قهرمانان کشیده نشد و پورتو قعرنشین گروهش شد.
پورتو فصل ۰۷–۲۰۰۶ را با مربی جدیدی آغاز کرد و ژوزوالدو فریرا را از همشهری‌اش، بواویشتا، به خدمت گرفت. پیش از آنکه فریرا کار را در دست بگیرد، با هدایت موقت بازیکن سابق باشگاه، روی باروش، سوپرجام ابتدای فصل را بالای سر بردند. فریرای باتجربه، هرگز موفقیت بزرگی در سطح باشگاهی کسب نکرده بود، اما در اولین فصل حضورش در پورتو، برای اولین بار قهرمان لیگ شد. عنوان قهرمانی لیگ در فصل ۰۷–۲۰۰۶ در آخرین هفته به دست آمد و پورتو تنها با یک امتیاز بالاتر از اسپورتینگ و دو امتیاز بالاتر از بنفیکا، کار را به نفع خود پایان داد. فصل بعد، باشگاه برای دومین بار در تاریخ خود به تری (سه قهرمانی متوالی در لیگ) دست یافت و لوپز بهترین گلزن لیگ شد، اما دو فینال حذفی و سوپرجام را به اسپورتینگ باخت. در نتیجه تحقیقات قضائی در مورد تبانی در فوتبال پرتغال، پورتو با از دست دادن شش امتیاز مجازات شد که البته در رده‌بندی نهایی لیگ تأثیری نداشت.

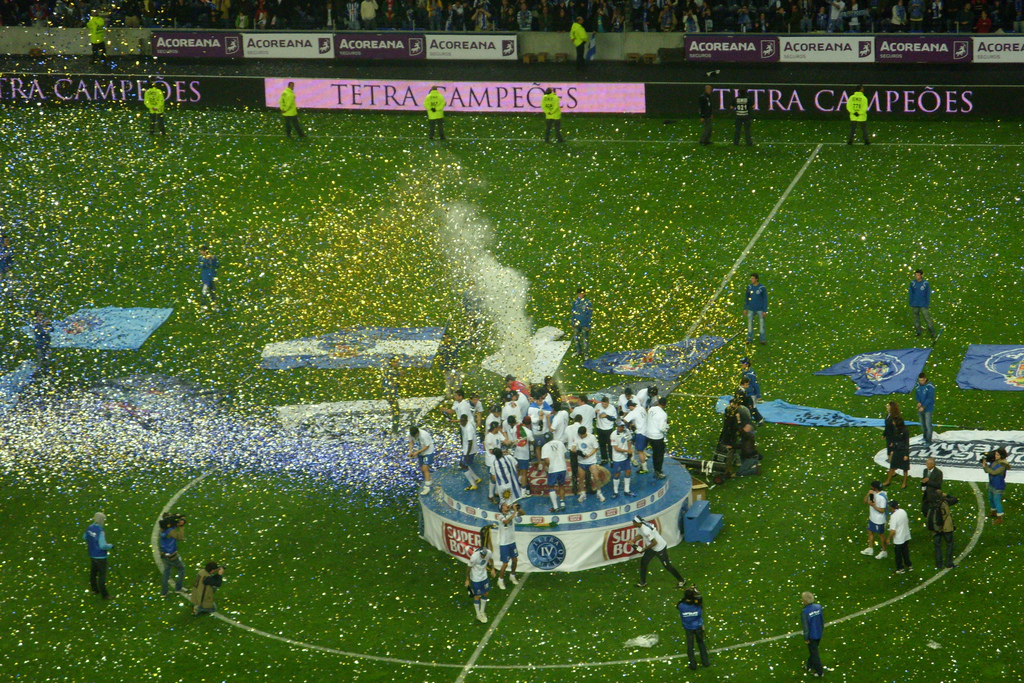
جشن بازیکنان پورتو پس از چهارمین قهرمانی متوالی و ۲۴امین قهرمانی لیگ، فصل ۰۹–۲۰۰۸.

فصل ۰۹–۲۰۰۸ با کسب ششمین دوگانه لیگ و جام حذفی بسته شد. پورتو در مسیر تکرار پنتاکامپیوناتوی اواخر دهه ۱۹۹۰ بود، اما روند قهرمانی‌های متوالی آنها در فصل بعد و به دست بنفیکا شکسته شد. اگرچه، فریرا اولین سوپرجام را در کارنامه مربیگری‌اش ثبت کرد و از عنوان قهرمانی تیم در جام حذفی دفاع کرد، اما پورتو با نشستن در خانه سوم جدول، در کسب پنجمین قهرمانی متوالی لیگ ناکام ماند و سهمیه حضور در دور مقدماتی لیگ قهرمانان اروپا را از دست داد. با شکست ۳–۰ مقابل بنفیکا در فینال جام اتحادیه، فریرا در پایان فصل استعفا داد. در این فصل، پیروزی خانگی‌شان مقابل بنفیکا مانع از آن شد که رقیب، قهرمانی لیگ را در ورزشگاه دراگائو جشن بگیرد. تحت هدایت فریرا، پورتو همیشه خود را به مرحله حذفی لیگ قهرمانان رساند و در فصل ۰۹–۲۰۰۸ تا مرحله یک‌چهارم نهایی رسید، اما به دست منچستر یونایتد حذف شد.

### ویلاژ-بواش، پریرا و سال‌های پس از آن (۲۰۱۷–۲۰۱۰)

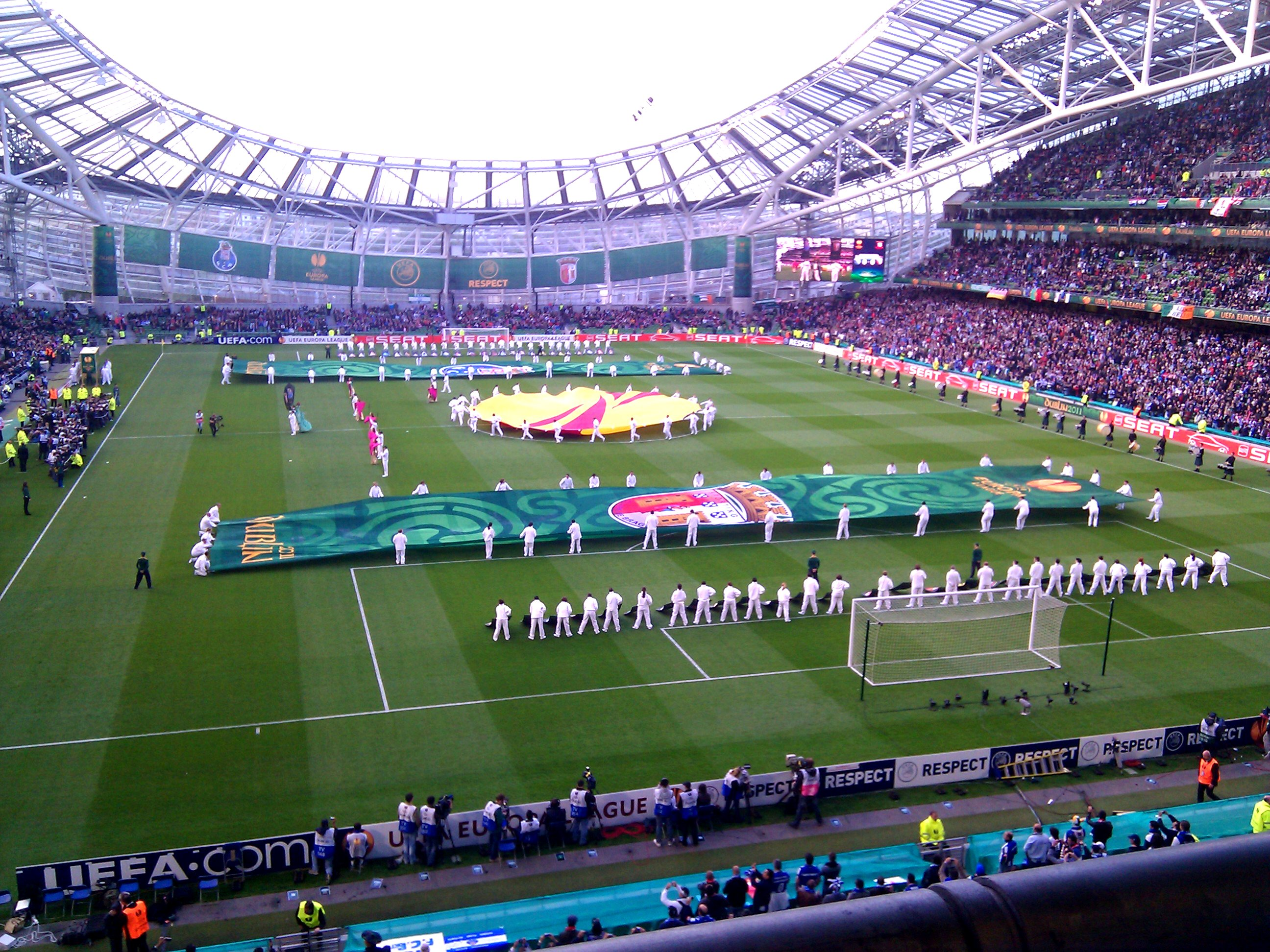
مراسم ابتدایی فینال لیگ اروپا ۲۰۱۱، ورزشگاه آویوای دوبلین

در بهار ۲۰۱۰، دستیار سابق مورینیو، آندره ویلاژ-بواش به تیم آمد و زمینه برای یک فصل بسیار موفق فراهم شد. فصل ۱۱–۲۰۱۰، با پیروزی ۲–۰ مقابل بنفیکا در سوپرجام آغاز شد. با رهبری ژوآئو موتینیو، سیلوستره وارلا، فالکائو و هالک (برنده بولا د پراتا)، پورتو عملکرد قدرتمندی در لیگ داشت و پس از شکست دادن بنفیکا در خانه‌اش، بیست و پنجمین قهرمانی لیگ را با پنج بازی باقی مانده به پایان فصل به خود اختصاص داد. علاوه بر این، پورتو تعدادی از رکوردها را جابجا کرد: بیشترین فاصله بین دو تیم قهرمان و نایب قهرمان (۲۱ امتیاز)، بیشترین برد متوالی در لیگ (۱۶ برد)، بالاترین درصد امتیازگیری در یک فصل با ۳۰ بازی (۹۳٫۳۳٪)، از دست دادن تنها شش امتیاز و تمام کردن فصل بدون شکست، برای اولین بار در تاریخ لیگ. هشت سال پس از قهرمانی در سال ۲۰۰۳، پورتو به جام یوفا که اکنون به لیگ اروپا تغییر نام داده بود، بازگشت و خود را به فینال با میزبانی آویوا دوبلین رساند. در یک بازی کاملاً پرتغالی، پورتو با گل فالکائو، بهترین گلزن رقابت‌ها، براگا را شکست داد و برای دومین بار قهرمان لیگ اروپا شد و ویلاژ-بواش جوانترین مربی برنده این جام. چهار روز بعد، با نتیجه قاطع ۶–۲ ویتوریا گیماریش را شکست دادند و سومین جام حذفی متوالی و چهارمین جامشان را در آن فصل به خانه بردند.

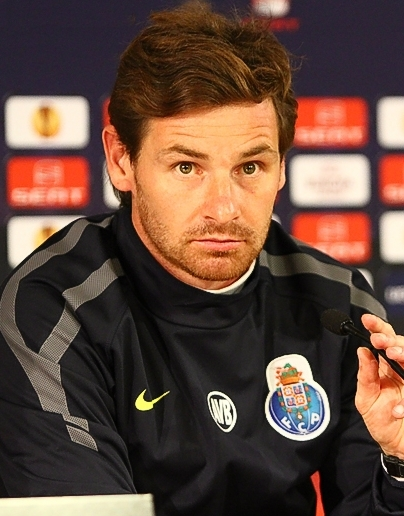
آندره ویلاژ-بواش، چهار جام را در یک فصل برای پورتو به ارمغان آورد؛ از جمله لیگ اروپا.

ویلاژ-بواش به چلسی رفت و دستیارش ویتور پریرا سرمربی شد. برای سومین سال متوالی، پورتو فصل را با یک قهرمانی دیگر در سوپرجام آغاز کرد، اما سوپرجام اروپا ۲۰۱۱ را با نتیجه ۲–۰ به بارسلونا باخت. فالکائو به اتلتیکو مادرید فروخته شد و پورتو، اگرچه از مهارت گلزنی‌اش بی‌بهره ماند، اما قهرمانی در لیگ را مجدداً به دست آورد، ولی حذف زودهنگامی از جام حذفی و لیگ قهرمانان اروپا داشت. پورتو به لیگ اروپا شد، اما با حذف توسط منچستر سیتی، نتوانست از عنوان قهرمانی‌اش دفاع کند. فصل بعد، در رقابت‌های جام داخلی و لیگ قهرمانان یک مرحله فراتر رفتند، اما مالاگا در مرحله یک‌شانزدهم، مانع از صعودشان به مراحل بالاتر شد. در فصل ۱۳–۲۰۱۲، پورتو فاصله‌اش را با بنفیکای صدرنشین به دو امتیاز کاهش داد، درست قبل از آنکه در هفته ماقبل آخر، میزبان آنها شود. در این بازی دراماتیک، پورتو با یک گل در وقت‌های تلف شده پیروز شد و جای بنفیکا را در صدر گرفت. با یک پیروزی خارج از خانه در هفته آخر، سومین قهرمانی متوالی و بیست و هفتمین قهرمانی پورتو در لیگ به دست آمد که دومین قهرمانی بدون شکست آنها بود.
باشگاه، هدایت تیم را به پائولو فونسکا سپرد که همراه با پاسوژ د فریرا به مقام سوم در فصل ۱۳–۲۰۱۲ لیگ رسیده بود و پورتو با سرمربی جدید وارد فصل ۱۴–۲۰۱۳ شد. همانند چهار فصل قبل، فاتح سوپرجام شدند که این قهرمانی، بزرگ‌ترین دستاورد آن فصل شد، چراکه در دیگر رقابت‌ها، عملکرد ضعیفی داشتند. در لیگ با پنج امتیاز نسبت به تعقیب‌کنندگانشان پیشتاز بودند، اما یک سری نتایج ضعیف، باشگاه را تا جایگاه سوم پایین کشید و متعاقباً، فونسکا اخراج شد. در مرحله گروهی از لیگ قهرمانان اروپا سوم شدند و به لیگ اروپا رسیدند که شکست ۴–۱ مقابل سویا، قهرمان نهایی رقابت‌ها، مانع از آن شد تا از مرحله یک‌چهارم نهایی بالاتر بروند. در هفته‌های بعد، دو شکست مقابل بنفیکا در نیمه‌نهایی جام حذفی و جام اتحادیه، دروازه‌های ورودشان را به فینال این دو رقابت بست.
پورتو با بزرگ‌ترین بودجه تاریخ خود، وارد فصل ۱۵–۲۰۱۴ شد، و یولن لوپه‌تگی اسپانیایی را سرمربی کرد. علیرغم عقد قرارداد با بسیاری از بازیکنان جدید، نتوانستند هیچ جامی به دست آورند که بزرگ‌ترین رکود باشگاه در دوران ریاست پینتو دا کوشتا شد. بزرگ‌ترین شکست آنها در رقابت‌های اروپایی (۶–۱ مقابل آئک آتن) تکرار شد و ۶–۱ مقابل بایرن مونیخ شکست خوردند که پس از باخت ۵–۰ مقابل آرسنال در سال ۲۰۱۰، بزرگ‌ترین شکست آنها در لیگ قهرمانان اروپا بود. روند باخت پورتو در فصل ۱۶–۲۰۱۵ ادامه پیدا کرد. در ژانویه ۲۰۱۶، ژوزه پسیرو جایگزین یولن لوپه‌تگی شد، اما برای دومین سال متوالی، فصل بدون جام سپری شد. با اتمام فصل، نونو اسپریتو سانتو به جای پسیرو نشست.
=== دوران کونسیسائو (2024
–۲۰۱۷) ===
در فصل ۱۸–۲۰۱۷، پس از تقریباً پنج سال بدون جام، بیست و هشتمین قهرمانی لیگ با مربیگری سرژیو کونسیسائو، بازیکن سابق باشگاه، حاصل شد. سال بعد در لیگ قهرمانان اروپا ۱۹–۲۰۱۸، پورتو موفق شد به مرحله یک‌چهارم نهایی مسابقات برسد، اما در مجموع با نتیجه ۶–۱ مقابل قهرمان نهایی، لیورپول، شکست خورد.
در فصل ۲۰–۲۰۱۹، پورتو بیست و نهمین قهرمانی‌اش را در لیگ به دست آورد و برای اولین بار در یازده سال گذشته، جام اتحادیه را به این قهرمانی اضافه کرد. علیرغم موفقیت‌های داخلی، به مرحله گروهی لیگ قهرمانان اروپا نرسید و در رقابت‌های لیگ اروپا، عملکرد ضعیفی داشت.
در مرحله یک‌هشتم نهایی از لیگ قهرمانان اروپا ۲۱–۲۰۲۰، پس از تساوی ۴–۴ در مجموع دو بازی رفت و برگشت مقابل یوونتوس، به کمک قانون گل‌های خارج از خانه به یک‌چهارم نهایی رسیدند و حتی با گل مهدی طارمی و پیروزی در بازی برگشت نتوانستد از سد چلسی عبور کنند.

## لباس و آرم

### لباس

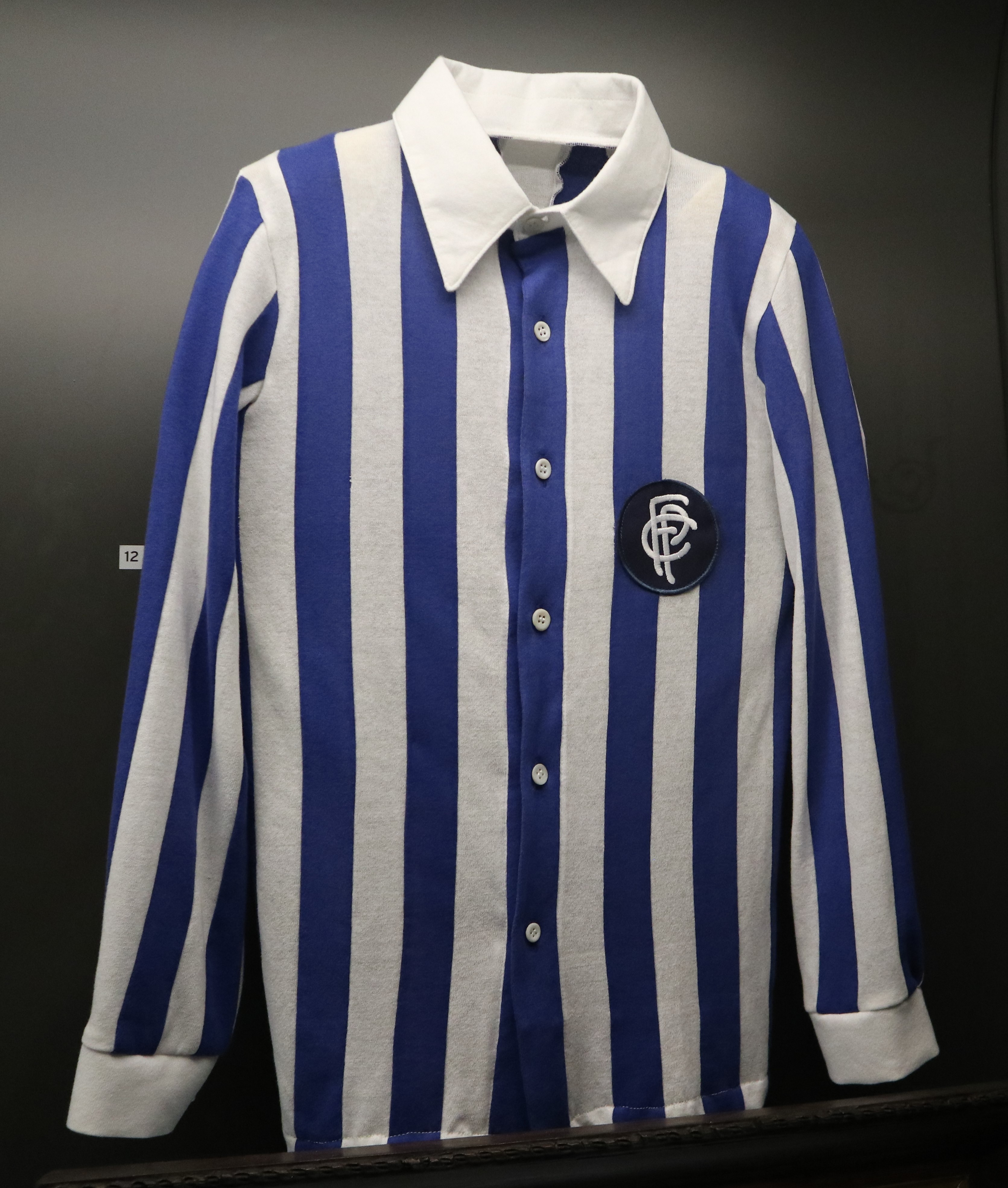
از اولین لباس‌های پورتو.

در سال ۱۹۰۶، اولین تیم رسمی باشگاه، لباس‌هایی با رنگ‌ها و طرح‌های مختلف می‌پوشید؛ پیراهن‌های سفید با یقه‌های قرمز یا پیراهن‌هایی با راه‌راه‌های عمودی آبی رنگ و حتی پیراهن‌های قرمز. این بی‌هویتی در تجهیزات باشگاه در سال ۱۹۰۹ حل شد و با ابتکار مونتیرو دا کوشتا در اولین اساسنامه باشگاه تصریح شد که بازیکنان باید از «پیراهنی با خطوط عمودی آبی، شورت سیاه و کفش شخصی» در هر تمرین و مسابقه به عنوان لباس باشگاه استفاده کنند. برخی استدلال کردند که لباس باشگاه باید مطابق با رنگ‌های شهر، سبز و سفید باشد. با این حال، مونتیرو دا کوشتا از ترکیب آبی و سفید دفاع کرد و معتقد بود رنگ‌های باشگاه «باید مطابق با آنچه در پرچم کشور است باشد و نه پرچم شهر»، با این امید که باشگاه «نه تنها از نام نیک شهر دفاع کند، بلکه نماینده پرتغال در رقابت‌های ورزشی با تیم‌های خارجی باشد».
در سال ۱۹۷۵، آدیداس اولین تولیدکننده پوشاک ورزشی بود که لباس‌های باشگاه را تهیه کرد. هشت سال بعد، قراردادی به ارزش ۱۰ میلیون اسکودو در سال با رِویگرش امضا کردند و پورتو اولین تیم پرتغالی شد که یک حامی مالی برای پیراهن داشت. این قرارداد به مدت ۲۰ سال با اصلاحات متعدد ادامه داشت و پس از آن شرکت ملی ارتباطات پرتغال تلکام حامی مالی جدید شد. با این حال، رِویگرش به عنوان یکی از همکاران اصلی و طولانی‌مدت باشگاه باقی مانده‌است.

### تولیدکنندگان و حامیان مالی[یادداشت ۶]
| دوره      | تولیدکننده لباس | حامی مالی |
| --------- | --------------- | --------- |
| ۱۹۷۵–۱۹۸۳ | آدیداس          | ---       |
| ۱۹۸۳–۱۹۹۷ | آدیداس          | Revigrés  |
| ۱۹۹۷–۲۰۰۰ | کاپا            | Revigrés  |
| ۲۰۰۰–۲۰۰۳ | نایکی           | Revigrés  |
| ۲۰۰۳–۲۰۰۸ | نایکی           | PT        |
| ۲۰۰۸–۲۰۱۱ | نایکی           | TMN       |
| ۲۰۱۱–۲۰۱۴ | نایکی           | MEO       |
| ۲۰۱۴–۲۰۱۵ | واریور          | MEO       |
| ۲۰۱۵–۲۰۱۶ | نیو بالانس      | ---       |
| ۲۰۱۶–۲۰۱۸ | نیو بالانس      | MEO       |
| ۲۰۱۸–۲۰۱۹ | نیو بالانس      | Altice    |
| ۲۰۱۹–     | نیو بالانس      | MEO       |

### آرم

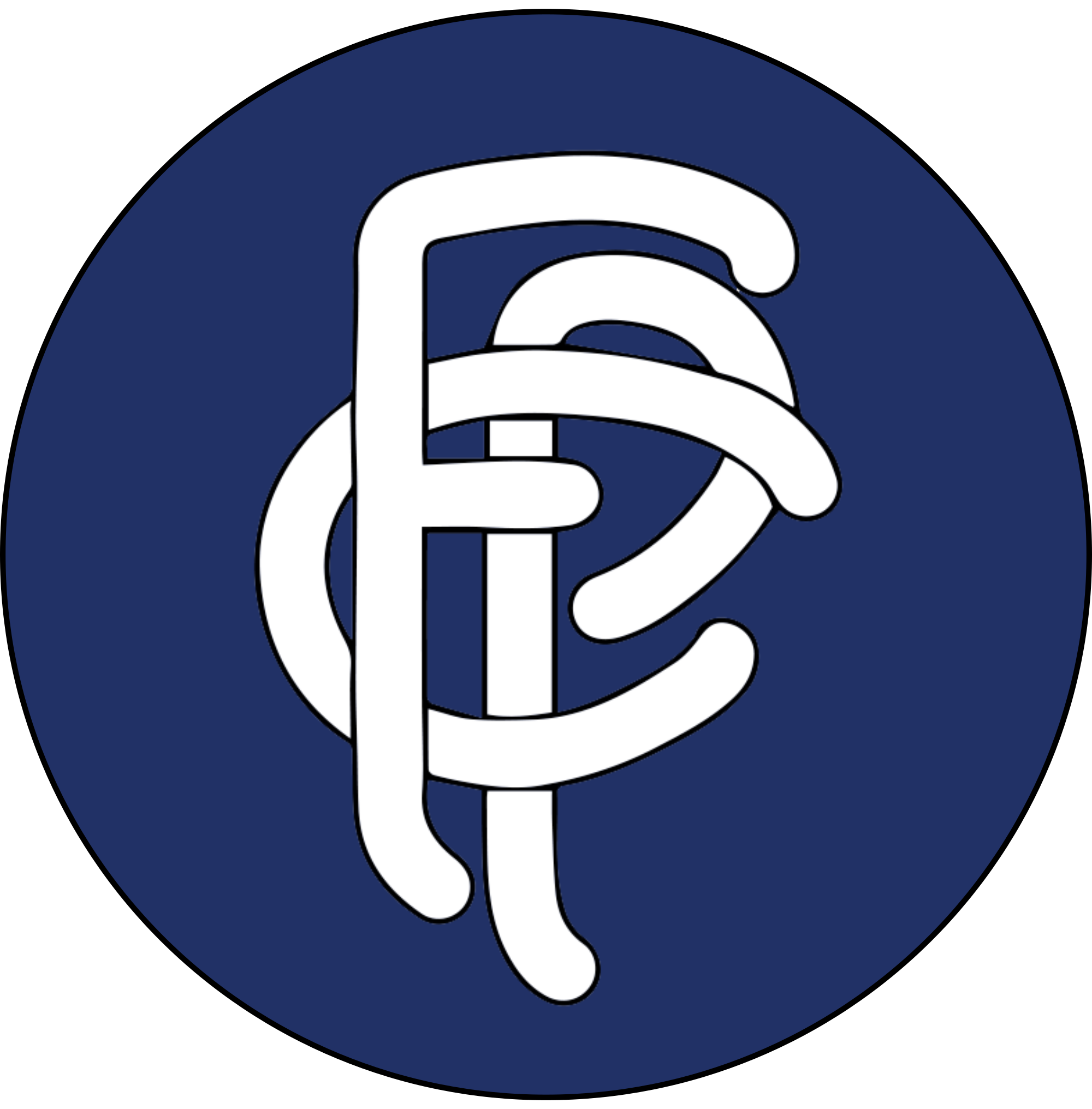
لوگوی پورتو در فاصله سال‌های ۱۸۹۳ تا ۱۹۱۰

اولین نشان باشگاه در سال ۱۹۱۰ ساخته شد و شامل یک توپ فوتبال قدیمی آبی رنگ با درزهای سفید بود که حروف اول نام باشگاه به رنگ سفید روی آن نقش بسته بود. در ۲۶ اکتبر ۱۹۲۲، طرحی از آگوستو باپتیستا فریرا (ملقب به «سیمپلیسیو») که هنرمند گرافیک و یکی از بازیکنان تیم بود، به تأیید باشگاه رسید و نشان پورتو به شکل امروزی خود تغییر یافت. طرح پیشنهادی او، نشان شهر را شامل می‌شد که در آن زمان یک سپر چهار قسمتی بود (ربع اول و چهارم: نشان‌های ملی؛ ربع دوم و سوم:تصویر بانوی ما که نوزاد مسیح را در آغوش گرفته‌است و دو برج در کنارش قرار دارد که پرچمی با کلمات لاتین «Civitas Virginis» در بالای آنهاست) که توسط نشان برج و شمشیر احاطه شده‌است. در بالای نشان، تاجی با یک اژدهای سبز قرار دارد که بنری قرمز با کلمه «Invicta» (شکست‌ناپذیر [شهر]) روی آن حک شده‌است. در پایین این نشان، حروف اول باشگاه با رنگ سفید نوشته شده‌است.

## عملکرد فصل به فصل
جدول زیر، عملکرد ده فصل اخیر پورتو را نمایش می‌دهد.
| فصل     | رتبه | بازی | پ. | ت. | ش. | گ.ز. | گ.خ. | امتیاز | گلزن لیگ        | گل(ها) | گلزن مجموع      | گل(ها) | ج.ح.    | ج.ا.  | س.ج. | ل.ق.   | ل.ا.    | سایر رقابت‌ها   | سایر رقابت‌ها |
| ------- | ---- | ---- | -- | -- | -- | ---- | ---- | ------ | --------------- | ------ | --------------- | ------ | ------- | ----- | ---- | ------ | ------- | -------------- | ------------ |
| ۱۲–۲۰۱۱ | ق.   | ۳۰   | ۲۳ | ۶  | ۱  | ۶۹   | ۱۹   | ۷۵     | هالک            | ۱۶     | هالک            | ۲۱     | ۱/۱۶ ن. | ن.ن.  | ق.   | م.گ.   | ۱/۱۶ ن. | سوپر جام اروپا | ن.ق.         |
| ۱۳–۲۰۱۲ | ق.   | ۳۰   | ۲۴ | ۶  | ۰  | ۷۰   | ۱۴   | ۷۸     | ژاکسوم مارتینس  | ۲۶     | ژاکسوم مارتینس  | ۳۱     | ۱/۸ ن.  | ن.ق.  | ق.   | ۱/۸ ن. | –       | –              | –            |
| ۱۴–۲۰۱۳ | سوم  | ۳۰   | ۱۹ | ۴  | ۷  | ۵۷   | ۲۵   | ۶۱     | ژاکسوم مارتینس  | ۲۰     | ژاکسوم مارتینس  | ۲۹     | ن.ن.    | ن.ن.  | ق.   | م.گ.   | ۱/۴ ن.  | –              | –            |
| ۱۵–۲۰۱۴ | دوم  | ۳۴   | ۲۵ | ۷  | ۲  | ۷۴   | ۱۳   | ۸۲     | ژاکسوم مارتینس  | ۲۱     | ژاکسوم مارتینس  | ۳۲     | ۱/۳۲ ن. | ن.ن.  | –    | ۱/۴ ن. | –       | –              | –            |
| ۱۶–۲۰۱۵ | سوم  | ۳۴   | ۲۳ | ۴  | ۷  | ۶۷   | ۳۰   | ۷۳     | وینسنت ابوباکار | ۱۳     | وینسنت ابوباکار | ۱۸     | ن.ق.    | دور ۳ | –    | م.گ.   | ۱/۱۶ ن. | –              | –            |
| ۱۷–۲۰۱۶ | دوم  | ۳۴   | ۲۲ | ۱۰ | ۲  | ۷۱   | ۱۹   | ۷۶     | آندره سیلوا     | ۱۶     | آندره سیلوا     | ۲۱     | دور ۴   | دور ۳ | –    | ۱/۸ ن. | –       | –              | –            |
| ۱۸–۲۰۱۷ | ق.   | ۳۴   | ۲۸ | ۴  | ۲  | ۸۲   | ۱۸   | ۸۸     | موسی مارگا      | ۲۲     | وینسنت ابوباکار | ۲۶     | ن.ن.    | ن.ن.  | –    | ۱/۸ ن. | –       | –              | –            |
| ۱۹–۲۰۱۸ | دوم  | ۳۴   | ۲۷ | ۴  | ۳  | ۷۴   | ۲۰   | ۸۵     | فرانسیسکو سوارس | ۱۵     | فرانسیسکو سوارس | ۲۲     | ن.ق.    | ن.ق.  | ق.   | ۱/۴ ن. | –       | –              | –            |
| ۲۰–۲۰۱۹ | ق.   | ۳۴   | ۲۶ | ۴  | ۴  | ۷۴   | ۲۲   | ۸۲     | موسی مارگا      | ۱۲     | فرانسیسکو سوارس | ۱۹     | ق.      | ن.ق.  | –    | پ.آ.   | ۱/۱۶ ن. | –              | –            |
| ۲۱–۲۰۲۰ | دوم  | ۳۴   | ۲۴ | ۸  | ۲  | ۷۴   | ۲۹   | ۸۰     | مهدی طارمی      | ۱۶     | مهدی طارمی      | ۲۳     | ن.ن.    | ن.ن.  | ق.   | ۱/۴ ن. | –       | –              | –            |

## افتخارات
| افتخارات                                 | افتخارات | افتخارات |
| رقابت                                    | قهرمانی | نائب‌قهرمانی |
| رقابت‌های داخلی                           | رقابت‌های داخلی | رقابت‌های داخلی |
| ---------------------------------------- | --- | --- |
| پریمیرا لیگا                             | (۳۰): ۳۵–۱۹۳۴، ۳۹–۱۹۳۸، ۴۰–۱۹۳۹، ۵۶–۱۹۵۵، ۵۹–۱۹۵۸، ۷۸–۱۹۷۷، ۷۹–۱۹۷۸، ۸۵–۱۹۸۴، ۸۶–۱۹۸۵، ۸۸–۱۹۸۷، ۹۰–۱۹۸۹، ۹۲–۱۹۹۱، ۹۳–۱۹۹۲، ۹۵–۱۹۹۴، ۹۶–۱۹۹۵، ۹۷–۱۹۹۶، ۷۷–۱۹۷۶، ۹۹–۱۹۹۸، ۰۳–۲۰۰۲، ۰۴–۲۰۰۳، ۰۶–۲۰۰۵، ۰۷–۲۰۰۶، ۰۸–۲۰۰۷، ۰۹–۲۰۰۸، ۱۱–۲۰۱۰، ۱۲–۲۰۱۱، ۱۳–۲۰۱۲، ۱۸–۲۰۱۷، ۲۰–۲۰۱۹، ۲۰۲۱–۲۰۲۲ | (۲۷): ۳۶–۱۹۳۵، ۳۸–۱۹۳۷، ۴۱–۱۹۴۰، ۵۴–۱۹۵۳، ۵۷–۱۹۵۶، ۵۸–۱۹۵۷، ۶۲–۱۹۶۱، ۶۳–۱۹۶۲، ۶۴–۱۹۶۳، ۶۵–۱۹۶۴، ۶۹–۱۹۶۸، ۷۴–۱۹۷۳، ۷۵–۱۹۷۴، ۸۰–۱۹۷۹، ۸۱–۱۹۸۰، ۸۳–۱۹۸۲، ۸۴–۱۹۸۳، ۸۷–۱۹۸۶، ۸۹–۱۹۸۸، ۹۱–۱۹۹۰، ۹۴–۱۹۹۳، ۲۰۰۰–۱۹۹۹، ۰۱–۲۰۰۰، ۰۵–۲۰۰۴، ۱۵–۲۰۱۴، ۱۷–۲۰۱۶، ۱۹–۲۰۱۸ |
| کامپیوناتو د پرتغال                      | (۴): ۱۹۲۲، ۱۹۲۵، ۱۹۳۲، ۱۹۳۷ | (۲): ۱۹۲۴، ۱۹۳۱ |
| تاسا د پرتغال                            | (۱۷): ۵۶–۱۹۵۵، ۵۸–۱۹۵۷، ۶۸–۱۹۶۷، ۷۷–۱۹۷۶، ۸۴–۱۹۸۳، ۸۸–۱۹۸۷، ۹۱–۱۹۹۰، ۹۴–۱۹۹۳، ۹۸–۱۹۹۷، ۲۰۰۰–۱۹۹۹، ۰۱–۲۰۰۰، ۰۳–۲۰۰۲، ۰۶–۲۰۰۵، ۰۹–۲۰۰۸، ۱۰–۲۰۰۹، ۱۱–۲۰۱۰، ۲۰–۲۰۱۹ | (۱۵): ۵۳–۱۹۵۲، ۵۹–۱۹۵۸، ۶۱–۱۹۶۰، ۶۲–۱۹۶۱، ۶۴–۱۹۶۳، ۷۸–۱۹۷۷، ۸۰–۱۹۷۹، ۸۱–۱۹۸۰، ۸۳–۱۹۸۲، ۸۵–۱۹۸۴، ۹۲–۱۹۹۱، ۰۴–۲۰۰۳، ۰۸–۲۰۰۷، ۱۶–۲۰۱۵، ۱۹–۲۰۱۸. (رکورددار)                                                                                                   |
| سوپرتاسا                                 | (۲۳): ۱۹۸۱، ۱۹۸۳، ۱۹۸۴، ۱۹۸۶، ۱۹۹۰، ۱۹۹۱، ۱۹۹۳، ۱۹۹۴، ۱۹۹۶، ۱۹۹۸، ۱۹۹۹، ۲۰۰۱، ۲۰۰۳، ۲۰۰۴، ۲۰۰۶، ۲۰۰۹، ۲۰۱۰، ۲۰۱۱، ۲۰۱۲، ۲۰۱۳، ۲۰۱۸، ۲۰۲۰، ۲۰۲۲ (رکورددار) | (۹): ۱۹۷۹، ۱۹۸۵، ۱۹۸۸، ۱۹۹۲، ۱۹۹۵، ۱۹۹۷، ۲۰۰۰، ۲۰۰۷، ۲۰۰۸ |
| تاسا د لیگا                              | --- | (۴): ۲۰۱۰، ۲۰۱۳، ۲۰۱۹، ۲۰۲۰ (رکورددار) |
| رقابت‌های اروپایی و بین‌المللی             | | |
| لیگ قهرمانان اروپا / جام باشگاه‌های اروپا | (۲): ۸۷–۱۹۸۶، ۰۴–۲۰۰۳ | --- |
| لیگ اروپا/جام یوفا                       | (۲): ۰۳–۲۰۰۲، ۱۱–۲۰۱۰ | --- |
| سوپرجام اروپا                            | (۱): ۱۹۸۷ | (۳): ۲۰۰۳، ۲۰۰۴، ۲۰۱۱ |
| جام در جام                               | --- | (۱): ۸۴–۱۹۸۳ |
| جام بین قاره‌ای                           | (۲): ۱۹۸۷، ۲۰۰۴ | --- |
| فهرست کامل دستآوردهای پورتو              | | |

### عناوین در جام‌های دوستانه
- ۵ قهرمانی و ۱ نایب قهرمانی در جام ژوزه مونتیرو دا کوشتا
- ۱ قهرمانی در جام خوان گمپر
- ۱ قهرمانی در جام ترسا هررا تروپی لاکرونیا
- ۱ قهرمانی در جام ایبری
- ۱ نایب قهرمانی جام امارات آرسنال
- ۱ نایب قهرمانی جام فوتبال الگاروه

## بازیکنان

### ترکیب فعلی
تا تاریخ ۱ فوریه ۲۰۲۲
| شماره |         | پست       | بازیکن            |
| ----- | ------- | --------- | ----------------- |
| ۲     | پرتغال  | مدافع     | فابیو کاردوزو     |
| ۴     | پرتغال  | مدافع     | داوید کارمو       |
| ۵     | اسپانیا | مدافع     | ایوان مارکانو     |
| ۲۲    | اسپانیا | هافبک     | آلن وارلا         |
| ۱۱    | برزیل   | مهاجم     | پپه               |
| ۱۲    | نیجریه  | مدافع     | زایدو سانوسی      |
| ۱۳    | برزیل   | مهاجم     | گالنو             |
| ۱۴    | پرتغال  | دروازه‌بان | کلودیو راموس      |
| ۱۶    | صربستان | هافبک     | مارکو گروییچ      |
| ۱۷    | پرتغال  | هافبک     | رودریگو کونسیسائو |
| ۱۸    | پرتغال  | مدافع     | ویلسون مانافا     |

| شماره |          | پست       | بازیکن           |
| ----- | -------- | --------- | ---------------- |
| ۱۹    | انگلستان | مهاجم     | دنی لودر         |
| ۲۲    | برزیل    | مدافع     | وندل             |
| ۲۳    | پرتغال   | هافبک     | ژوائو ماریو      |
| ۲۸    | پرتغال   | هافبک     | برونو کاستا      |
| ۲۹    | اسپانیا  | مهاجم     | تونی مارتینز     |
| ۳۰    | برزیل    | مهاجم     | اوانیلسون        |
| ۳۸    | برزیل    | مهاجم     | فرناندو آندراده  |
| ۴۳    | برزیل    | مدافع     | ژوائو مارسلو     |
| ۴۶    | کانادا   | هافبک     | استفن اوستاکیو   |
| ۶۷    | پرتغال   | هافبک     | واسکو سوزا       |
| ۷۰    | پرتغال   | مهاجم     | گونسالو بورجس    |
| ۷۱    | پرتغال   | دروازه‌بان | فرانسیسکو میکسدو |
| ۸۷    | پرتغال   | هافبک     | برناردو فولیا    |
| ۹۹    | پرتغال   | دروازه‌بان | دیوگو کوستا      |

## رسانه

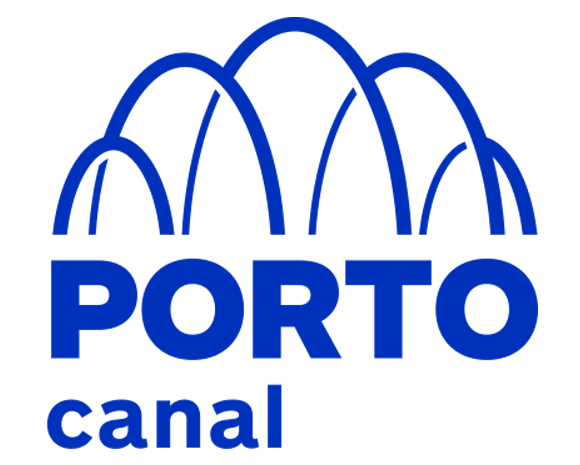
لوگوی کانال پورتو

کانال پورتو، یک کانال تلویزیونی متعلق به پورتو است که توسط این باشگاه اداره می‌شود و محتوای عمومی، منطقه‌ای و مرتبط با باشگاه را از طریق کابل، ماهواره و آی‌پی تی‌وی پخش می‌کند. برنامه‌های این کانال شامل پخش زنده مسابقات خانگی تیم‌های فوتبال ذخیره و جوانان و همچنین تیم‌های بسکتبال، هندبال و هاکی بزرگسالان است. این کانال در سال ۲۰۰۶ تأسیس شد و در سال ۲۰۱۱ یک همکاری مدیریتی با پورتو آغاز کرد، و در ۱۷ ژوئیه ۲۰۱۵ به‌طور کامل خریداری و در باشگاه ادغام شد.
پورتو همچنین دراگوییش را منتشر می‌کند که مجله رسمی باشگاه است و مقالات و مصاحبه‌های تیم‌ها، بازیکنان و سایر مطالب مرتبط با باشگاه، محتوای آن را شکل می‌دهد. یک خبرنامه روزانه به نام دراگوییش دیاریو نیز از انتشارات باشگاه است.

## سایر ورزش‌ها
| بخش‌های فعال     | بخش‌های فعال | بخش‌های فعال  | بخش‌های فعال | بخش‌های فعال | بخش‌های فعال | بخش‌های فعال | بخش‌های فعال |
| --------------- | ----------- | ------------ | ----------- | ----------- | ----------- | ----------- | ----------- |
| ورزش‌ها          | بسکتبال     | بیلیارد      | بوکس        | دوچرخه‌سواری | هندبال      | هاکی با چرخ | شنا         |
| ورزش‌های معلولین | بسکتبال     | بوچیا        | فوتبال ۵    | فوتبال ۷    | گل‌بال       | شنا         | پینگ-پنگ    |
| بخش‌های غیرفعال  |             |              |             |             |             |             |             |
| رول‌اسکیت هنری   | دومیدانی    | فوتبال ساحلی | اتومبیل‌رانی | شطرنج       | هاکی چمن    | ژیمناستیک   | کاراته      |
| راگبی           | تیراندازی   | ماهی‌گیری     | پینگ-پنگ    | تنیس        | والیبال     | واترپولو    | وزنه‌برداری  |

## یادداشت
1. ↑  پورتو در فاصله سال‌های ۱۹۱۸ تا ۱۹۳۹، قهرمان بی‌رقیب رقابت‌های منطقه‌ای بود.
2. ↑  پس از برگزاری یک بازی میان دو تیم پورتو و آکادمیکو از رقابت‌های قهرمانی منطقه‌ای در فصل ۴۰–۱۹۳۹ که به دلیل قلت عددی تیم پورتو نیمه‌کاره پایان یافت، یک نزاع حقوقی میان این دو باشگاه شکل گرفت، با تصمیم فدراسیون فوتبال پورتو این بازی تکرار و پورتو پیروز آن شد. برای حل این نزاع، فدراسیون فوتبال پرتغال، نتیجه بازی تکراری را باطل کرد. به دنبال تغییر نتیجه، پورتو قهرمانی منطقه را به لیشوییش باخت و پس از آکادمیکو در رده سوم قرار گرفت. با این حال، فدراسیون همچنان تصمیم داشت تا پریمیرا دیویسائو را از هشت تیم به ده تیم افزایش دهد و یک تیم دیگر را از اتحادیه فوتبال پورتو و ستوبال بپذیرد، بنابراین سه تیم برتر از رقابت‌های قهرمانی منطقه‌ای پورتو برای مسابقات پریمیرا دیویسائو ۴۰–۱۹۳۹ برگزیده شدند.
3. ↑  قبل از فصل ۴۲–۱۹۴۱، فدراسیون تصمیم گرفت پریمیرا دیویسائو را به ۱۰ تیم گسترش دهد تا برای اولین بار قهرمان اتحادیه فوتبال براگا و اتحادیه فوتبال آلگاروه را بپذیرد. در آن فصل، پورتو در منطقه سوم شد و سهمیه ورود به پریمیرا دیویسائو را از دست داد. با این حال، پس از مشورت با اتحادیه‌های فوتبال منطقه و عدم مخالفت با این ایده، فدراسیون تصمیم گرفت لیگ را به دوازده تیم گسترش دهد و در نتیجه پورتو قادر به شرکت در لیگ شد.
4. ↑  تا فصل ۹۶–۱۹۹۵، هر پیروزی در لیگ با دو امتیاز پاداش داده می‌شد.
5. ↑  دلنری هرگز در یک بازی رسمی هدایت تیم را بر عهده نداشت؛ پیش از آغاز فصل و تنها دو ماه پس از عقد قرارداد با پورتو، او اخراج شد.[۸۰]
6. ↑  تنها حامی مالی لباس اول نمایش داده شده‌است.
7. ↑  ورزش‌های معلولین در این قسمت، در یک بخش ادغام شده‌اند.

## واژه‌نامه
1. ↑  Dragões (Dragons)
2. ↑  Azuis e brancos (Blue and whites)
3. ↑  Foot-Ball Club do Porto
4. ↑  José Monteiro da Costa
5. ↑  Adolphe Cassaigne
6. ↑  Campeonato de Portugal
7. ↑  Campeonato da Primeira Liga (به انگلیسی: Premier League Championship)
8. ↑  Primeira Liga
9. ↑  Campeonato Nacional da Primeira Divisão (به انگلیسی: First Division National Championship)
10. ↑  Primeira Divisão
11. ↑  Taça de Portugal
12. 1 2  Pentacampeonato
13. 1 2  Tri
14. ↑  Tetra
15. ↑  Penta
16. ↑  (به پرتغالی: Apito Dourado) (به انگلیسی: Golden Whistle) (به فارسی: سوت طلایی)
17. ↑  Revigrés
18. ↑  Simplício
19. ↑  Dragões
20. ↑  Dragões Diário